# Anica Nyman
Anna Elvira Nyman, känd som Anica Nyman, född 19 mars 1903 i Lingbo församling i Gävleborgs län, död 18 april 1973 i Katarina församling i Stockholm, var en svensk konstnär.
Anica Nyman studerade på 1940-talet vid Isaac Grünewalds målarskola och därefter vid Otte Skölds målarskola. Hon utförde landskap, porträtt och figurkompositioner i akvarell och olja, men framträdde också som textilkonstnär med originella applikationer.
Hon var ogift.

## Fotnoter
1. 1 2  Sveriges Dödbok 1901–2009, DVD-ROM, Version 5.00, Sveriges Släktforskarförbund (2010).